# Help Yourself (groupe)
Pour les articles homonymes, voir Help Yourself.
 (avril 2024).
Si vous disposez d'ouvrages ou d'articles de référence ou si vous connaissez des sites web de qualité traitant du thème abordé ici, merci de compléter l'article en donnant les références utiles à sa vérifiabilité et en les liant à la section « Notes et références ».
Help Yourself est un groupe de country rock/rock psychédélique londonien formé en 1969.

## Le groupe de musique
Le premier album éponyme fut entièrement écrit par Malcolm Morley.
Le bassiste Ken Whaley quittera le groupe peu de temps après le premier album afin d'être remplacé par le guitariste Ernie Graham. En 1972, le groupe enregistrera l'album Strange Affair avec Jonathan Glemser et Ernie Graham. Peu de temps après sortira l'album Beware the Shadow. Aucun de ces albums n'a été beaucoup vendu. Les fans demanderont de l'aide auprès des assistances hippies et connaîtra un succès modéré aux États-Unis. En 1973, Ken Whaley retourna dans le groupe pour former un album à son nom intitulé The Return of Ken Whaley. L'album initial contenait un bonus nommé Happy Days. Peu de temps après la sortie de cet album, le groupe se séparera.

### Membres
- Malcolm Morley (guitare,piano,chant)
- Richard Treece (guitare,chant,harmonica)
- Dave Charles (batterie,percussions,chant)
- Ken Whaley (basse)
- Ernie Graham (guitare)

### Discographie
- Help Yourself (1971)
- Strange Affair (1972)
- Beware the Shadow (1972)
- The Return of Ken Whaley (1973)
- Happy Days (1973) - Bonus